# 新余市
新余市（しんよし）は、中華人民共和国江西省に位置する地級市。

## 地理
江西省の中部、西寄りに位置し、宜春市・吉安市に接する。

## 歴史
三国時代の呉の宝鼎2年（267年）に新渝県が置かれた。開皇9年（589年）に隋により新渝県を廃止し、呉平県に合併した。開皇18年（598年）に新渝県が再設置された。武徳5年（622年）に唐により新渝県の北東部に始平県が設置された。武徳7年（624年）に始平県を廃止し、新渝県に合併した。唐末に新渝県は新喩県と改称された。
1957年に新喩県は新余県と改称された。1983年7月に新余県は地級市の新余市に昇格した。

## 行政区画
1市轄区・1県を管轄する。
- 市轄区：
  - 渝水区
- 県：
  - 分宜県

| 新余市の地図  |
| ------------- |
| 渝水区 分宜県 |

### 年表
この節の出典

#### 新余市(第1次)
- 1960年9月30日 - 江西省宜春専区新余県が地級市の新余市に昇格。(1市)
- 1963年9月14日 - 新余市が宜春専区に編入。

#### 新余市(第2次)
- 1983年7月27日 - 宜春地区新余県が地級市の新余市に昇格。(1市1県)
  - 宜春地区分宜県を編入。
- 1983年10月14日 - 渝水区を設置。(1区1県)

## 経済
- ガンフォンリチウム（中国語版）（贛鋒鋰業）本社所在地

## 交通

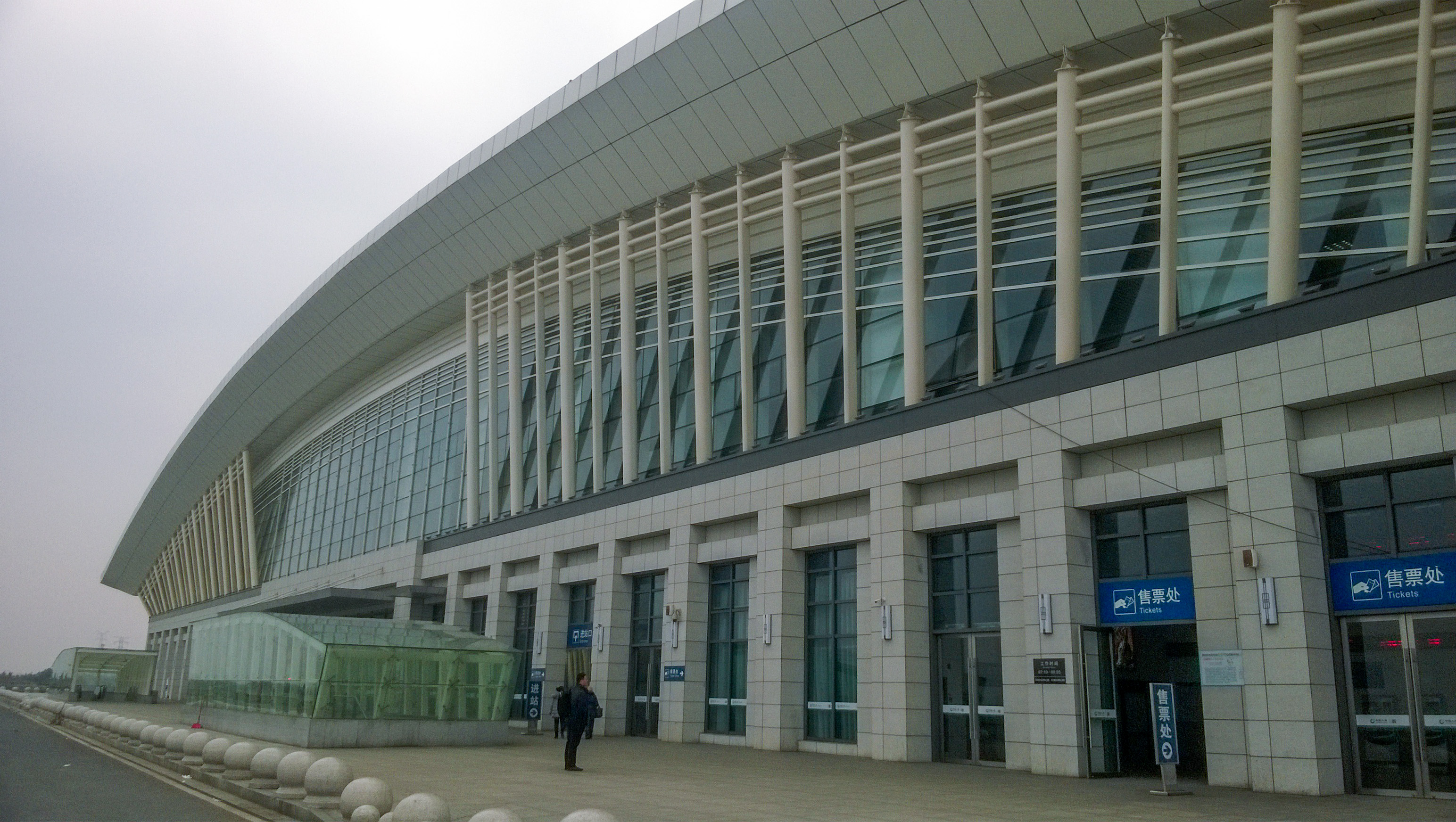
滬昆旅客専用線新余北駅

### 鉄道
- 中国国家鉄路集団
  - 滬昆旅客専用線
  - 滬昆線

### 道路
- 高速道路
  - 大広高速道路
  - 滬昆高速道路
  - 樟吉高速道路

## 健康・医療・衛生
- 新余市人民医院
- 分宜県人民医院（分宜県）